# Diecezja Jaipur
Diecezja Jaipur – diecezja rzymskokatolicka w Indiach. Została utworzona w 2005 w wyniku podziału terenu diecezji  Aimer-Jaipur .

## Ordynariusze
- Oswald Lewis (2005–2023)
- Joseph Kallarackal (od 2023)